# Schneverdingen
Schneverdingen est une municipalité allemande du Land de Basse-Saxe, située au nord du district de Heidekreis, dit en français l'arrondissement de la Lande. La ville est un point de départ pour visiter le Parc naturel Lüneburger Heide.

## Histoire
| Appartenances historiques Principauté épiscopale de Verden 1180-1648 Brême-et-Verden 1648-1807 Royaume de Westphalie 1807-1811 Empire français (Bouches-du-Weser) 1811-1814 Brême-et-Verden 1814-1823 Royaume de Hanovre 1823-1866 Royaume de Prusse (Province de Hanovre) 1866-1918 République de Weimar 1918-1933 Reich allemand 1933-1945 Allemagne occupée 1945-1949 Allemagne 1949-présent |

## Personnalités liées à la ville
- Uwe Harten (1944-), musicologue né à Ehrhorn.
- Cimo Röcker (1994-), footballeur né à Schneverdingen.